# II bitwa pod Villmergen
II bitwa pod Villmergen – starcie zbrojne, które miało miejsce 25 lipca 1712 r.
25 lipca 1712 r. 9 000 wojska katolickiego uderzyło pod Villmergen na mniej liczne, ale lepiej wyposażone i wyszkolone oddziały Berneńczyków. Bitwa była bardzo zacięta. Chłopi katoliccy prowadzeni do ataku przez księży z krzyżami uderzyli z halabardami na skrzydła berneńskie. Atak zakończył się niepowodzeniem, a zdziesiątkowani ogniem karabinowym chłopi cofnęli się na lewym skrzydle. Jednocześnie atak na prawe skrzydło zmusił protestantów do odwrotu. Szyk wojsk berneńskich został jednak utrzymany, a atak kawalerii na piechotę katolicką rozbił ją ostatecznie i zmusił do ucieczki. Klęska katolików była całkowita – zginęło 3 000 osób, głównie mieszkańców Lucerny.
Opór katolików został złamany. Zwycięskie wojska protestantów ruszyły na południe i zajęły m.in. Lucernę. Część wojsk Zurychu zajęła Rapperswil, inna wkroczyła do Zug i zagroziła Schwyz. 11 sierpnia podpisano porozumienie pokojowe które wprowadzało równouprawnienie obu stron konfliktu.